# Guillaume Briçonnet (1445–1514)
Guillaume Briçonnet (ur. w 1445 w Tours, zm. 14 grudnia 1514 w Narbonie) – francuski kardynał.

## Życiorys
Urodził się w 1445 roku w Tours, jako syn Jeana Briçonneta i Jeanne Berthelot. W młodości poślubił Raoulette de Beaune, z którą miał pięcioro dzieci (wśród nich byli Guillaume młodszy i Denis). Pracował na dworze królów Ludwika XI i Karola VIII. W 1487 roku jego żona zmarła, a on sam zdecydował się na karierę kościelną przyjął święcenia kapłańskie. 2 października 1493 roku został wybrany biskupem Saint-Malo i pełnił tę funkcję do momentu rezygnacji w 1514 roku. Kontynuował współpracę z królem Francji, pozostając sekretarzem finansów Langwedocji. Towarzyszył mu w czasie wyprawy wojennej do Italii i wymusił od Medyceuszy 17 500 dukatów w trakcie I kampanii neapolskiej (był głównym inspiratorem podboju Królestwa Neapolu). Po zawarciu pokoju między królem a papieżem, Karol VIII zarekomendował jego promocję kardynalską. 16 stycznia 1495 Briçonnet został kreowany kardynałem prezbiterem i otrzymał kościół tytularny Santa Pudenziana. Od 1496 roku pełnił rolę administratora diecezji Nîmes, a w okresie 1497–1501 – diecezji Tulon. W 1497 roku został arcybiskupem Reims, obejmując archidiecezję po starszym bracie, Robercie. Po śmierci króla w 1498 roku zaczął stopniowo tracić wpływy na rzecz Georges’a d’Amboise’a. Sytuacja pogorszyła się, po elekcji Juliusza II, który nie sympatyzował z Ludwikiem XII. W 1507 roku zrezygnował z archidiecezji Reims i został arcybiskupem Narbony. Ponadto, 17 września tego samego roku został podniesiony do rangi kardynała biskupa i otrzymał diecezję suburbikarną Albano. 1 marca 1511 roku francuscy duchowni (wśród nich Briçonnet), zgromadzeni w Lyonie, postanowili o zwołaniu soboru w Pizie i wezwali papieża, aby się na nim stawił. Juliusz II pozbawił godności kardynalskiej i wszelkich beneficjów kościelnych Briçonneta oraz czterech innych kardynałów: Francisca de Borję, René de Prie, Bernardina Lopez de Carvajala i Federica di Sanseverina. Następca Juliusza II, Leon X ułaskawił duchownych i przywrócił im godności kardynalskie (z wyjątkiem de Borjy, który już wówczas nie żył) 7 kwietnia 1514 roku. Guillaume Briçonnet powrócił wówczas do Narbony, gdzie zmarł 14 grudnia tego samego roku.